# Díjkitűzés
A díjkitűzést a hatályos Polgári Törvénykönyv XXXV. címében, a 6:588. §-ban szabályozza. Az új Ptk. a  díjkitűzést - a közérdekű kötelezettségvállaláshoz hasonlóan -  az egyéb kötelemkeletkeztető tények között helyezte el. A szabályozás lényege az, hogy amennyiben valaki nyilvánosan díjat ígér meghatározott teljesítmény vagy eredmény létrehozójának, akkor nem csupán erkölcsi, jogi kötelezettségei is keletkeznek illetve ezen kötelezettségek teljesítését a feltételnek megfelelt személy követelheti is, akár polgári bíróság előtt.

## A korábbi Polgári törvénykönyvben
A díjkitűzés az 1959. évi IV. törvény L. Fejezetében az 592. § -ban szerepelt.
"A díjkitűzés jogintézményét a régi Ptk. korábbi magánjogunkból a lényegi változtatás szándéka nélkül vette át, s szabályozta a Ptk. 592. §-ában – hasonlóan a közérdekű célra történő kötelezettségvállalással, azzal azonos fejezetben - az egyes szerződésekkel foglalkozó részben, annak ellenére, hogy egyoldalú jognyilatkozattal jön létre. A régi Ptk. nem látta indokoltnak a kisszámú és gyakorlati szempontból nem jelentős jogviszonyt keletkeztető egyoldalú nyilatkozatok esetében azok jobb elkülönítését a szerződéses kötelmektől."
Mivel kevés jogvita adódott a korábbi Ptk szabályozásából, ezért a hatályos Ptk jelentős részben átemelte ezeket a szabályokat.

## A hatályos Polgári törvénykönyvben
Az új Ptk. -  dogmatikailag helyesen -  az Ötödik Könyv Hatodik Része XXXV. Címében helyezte el a díjkitűzést,  az egyéb kötelemkeletkeztető tények sorában.
A díjkitűzésről szóló a 6:588. § az alábbiak szerint rendelkezik:
Ha valaki meghatározott teljesítmény vagy eredmény létrehozójának nyilvánosan díjat ígér, a díjat köteles kiszolgáltatni annak, aki a teljesítményt vagy eredményt először létrehozza. E kötelezettség akkor is terheli, ha a teljesítményt vagy eredményt a díjkitűzésre tekintet nélkül hozták létre.
Ha a teljesítményt vagy az eredményt többen együttesen hozták létre, a díjat közöttük közreműködésük arányában kell megosztani. Ha a közreműködés arányát nem lehet megállapítani, vagy többen, egymástól függetlenül hozták létre a teljesítményt vagy az eredményt, a díjat egyenlő arányban kell megosztani.
A díjkitűzés visszavonása akkor érvényes, ha a díjkitűző a visszavonás jogát kifejezetten fenntartotta, és a visszavonás legalább ugyanolyan nyilvánosan történt, mint a díjkitűzés. A díjkitűzés visszavonása a teljesítmény vagy az eredmény létrehozójával szemben hatálytalan, ha a visszavonásra a teljesítmény vagy az eredmény megvalósulását követően kerül sor.